# Laguna del Portil
La laguna del Portil es una laguna y reserva natural situada en los términos municipales de Gibraleón y Punta Umbría, en la provincia de Huelva (Andalucía, España).
En la zona de reserva y su perímetro de protección se incluyen siete lagunas: laguna del Medio o de los Barracones, laguna del Portil, laguna de las Pajas, laguna de Gamonales, laguna de la Dehesilla, laguna del Chaparral y laguna del Cuervo. 
Se trata de lagunas de agua dulceo subsalina, de reducidas dimensiones y de carácter estacionario con un aporte de agua fundamentalmente proveniente de las precipitaciones, excepto la laguna del Portil que posee un régimen de alimentación mixto, al que contribuyen tanto las aguas superficiales como las subterráneas.